# Cynorkis gigas
Cynorkis gigas är en orkidéart som beskrevs av Rudolf Schlechter. Cynorkis gigas ingår i släktet Cynorkis, och familjen orkidéer. Inga underarter finns listade i Catalogue of Life.